# إدو (لاعب كرة قدم مواليد 1974)
إدو (بالبرتغالية: Eduardo Araújo Moreira‏) هو لاعب كرة قدم برازيلي في مركز الهجوم، ولد في 19 أبريل 1974 في Ipaussu ‏ في البرازيل. لعب مع أرسنال كييف وأنجي محج قلعة ودينامو مينسك وسبارتاك فلاديقوقاز وكريليا سوفيتوف سامارا ونادي ريو برانكو ونادي مونتيري.